# Barnodaj (album)
Barnodaj je první album brněnské rockové skupiny The Progress Organization, která později používala název Progres 2, vydáno bylo v roce 1971 (viz 1971 v hudbě). Hudební časopis Melodie album Barnodaj ocenil jako Desku roku 1972.

## Popis alba a jeho historie
Album Barnodaj vzniklo začátkem roku 1971, kdy již kapela téměř půl roku nefungovala. Nahráno bylo od 3. do 9. ledna 1971 ve studiu vydavatelství Supraphon v Praze-Dejvicích, jako poslední album na čtyřstopý magnetofon. Barnodaj vyšel ještě v roce 1971 a kritiky byl velmi chválen (např. Jaromír Tůma či Jiří Černý), hudební časopis Melodie jej ocenil jako Desku roku 1972.
Album je tvořeno 11 skladbami, z nichž první a poslední jsou krátké instrumentálky. Zbytek lze rozdělit na dvě poloviny – českou a anglickou. Pět písní bylo nazpíváno česky (jedná se o autorské skladby členů skupiny), čtyři písně jsou anglické, z nichž dvě byly převzaty z repertoáru světových kapel (The Beatles a Cream), jejich aranže ale The Progress Organization výrazně přepracovali. Deska Barnodaj tvoří jakýsi výběr písní, které kapela v letech 1968 až 1970 hrávala na koncertech, pro albovou podobu si ale přizvala dívčí sbor, smyčcový orchestr a dechové nástroje. Název alba vymyslel trumpetista Jaromír Hnilička, jedná se o název jeho dadaistické básně.

## Vydávání alba
Album Barnodaj vyšlo v roce 1971 na LP u vydavatelství Supraphon. O rok později byla vydána exportní verze (Supraphon-Artia), která se odlišovala přebalem a anglickými názvy všech skladeb. Ty ale nebyly nijak přepracovány, jsou identické jako na československé verzi alba, kdy část je nazpívána česky, část anglicky. Reedice na CD vyšla v roce 1993 u Monitoru a roku 2006 u FT Records (tato verze i s bonusy).

## Seznam skladeb
1. „Introdukce“ (Sochor) – 1:25
2. „Jako Hélios“ (Sochor/Ulrych) – 3:51
3. „Ikaros“ (Sochor/Ulrych) – 2:32
4. „Strom“ (Kluka/Ulrych) – 3:46
5. „Argonaut“ (Váně/Ulrych) – 3:57
6. „Ptáčník“ (Kluka/Žalčík) – 4:17
7. „We Can Work It Out“ (Lennon/McCartney) – 4:35
8. „Time“ (Kluka/Trejtnar) – 4:03
9. „I Feel Free“ (Bruce/Brown) – 3:54
10. „A Lovely Day“ (Kluka/Trejtnar) – 6:31
11. „Good Bye“ (Kluka) – 1:29

Reedice vydaná v roce 2006 obsahovala také následující bonusy:
1. „Snow in My Shoes“ (Kluka/Trejtnar) – 2:50
2. „Fortune Teller“ (Sideridis/Trejtnar) – 3:46
3. „Klíč k poznání“ (Sochor/Jemelka) – 7:41
  - tři skladby z EP Klíč k poznání (1970)
4. „Ptáčník“ (Kluka/Žalčík) – 3:18
  - verze z roku 1993
5. „People Get Ready“ (Mayfield) – 6:59
  - amatérský záznam koncertního provedení skladby z roku 1970

## Obsazení
- The Progress Organization
  - Pavel Váně – elektrická kytara, klasická kytara, piano, cembalo, varhany, tamburína, zpěv
  - Emanuel Sideridis – baskytara, zpěv
  - Jan Sochor – varhany, piano, zpěv
  - Zdeněk Kluka – bicí, cleves, bonga, rumba koule, zpěv
- Ladislav Odcházel, Oldřich Koudela, Oldřich Průša – pozoun (4–6, 10)
- Václav Týfa, Jan Čapoun, Zdeněk Šedivý – trubka (4–6, 10)
- Zdeněk Jareš – barytonsaxofon (8)
- Otto Trnka, Aleš Čížek – hoboj (6, 11)
- Vladislav Marek, Jaroslav Morkuš – flétna (6, 11)
- Jana Paulová – zpěv (4), vokály (6)
- Zuzana Boříková, Jana Válková, René Nachtigalová – vokály (6)
- smyčcový orchestr Františka Javůrka
- dívčí sbor a orchestr řídí Zdeněk Kluka

### Technická podpora
- Hynek Žalčík – produkce
- Vladimír Popelka, Jan Spálený – hudební režie
- Petr Kocfelda, František Řebíček – zvuková režie
- Tomáš Štern, Jiří Rohan, Milan Svoboda – technická spolupráce